# Rémécourt
Rémécourt – miejscowość i gmina we Francji, w regionie Hauts-de-France, w departamencie Oise.
Według danych na rok 1990 gminę zamieszkiwało 48 osób, a gęstość zaludnienia wynosiła 17 osób/km² (wśród 2293 gmin Pikardii Rémécourt plasuje się na 949. miejscu pod względem liczby ludności, natomiast pod względem powierzchni na miejscu 1071.).